# Mochlozetes atypicus
Mochlozetes atypicus är en kvalsterart som beskrevs av Sandór Mahunka 1982. Mochlozetes atypicus ingår i släktet Mochlozetes och familjen Mochlozetidae. Inga underarter finns listade i Catalogue of Life.